# Fan ID
Паспорт болельщика (Fan ID, Карта болельщика) — российский электронный документ, удостоверяющий личность, с фотографией, фамилией и именем её обладателя для посещения футбольных матчей.
Использовался на Кубке конфедерации 2017 и на чемпионате мира 2018 (был свой вариант) в виде пластикового бейджа; для получения паспорта болельщика нужно было оформлять заявку и проходить проверку через сайт Госуслуг.
Позднее система использовалась и на матчах Евро-2020.
С июля 2022 года началось оформление карты болельщика для посещения матчей Российской премьер-лиги (РПЛ).

## Fan ID на международных турнирах
Впервые документ «паспорт болельщика» был применён в России в 2014 году на зимних Олимпийских играх и зимних Паралимпийских играх в Сочи. Целью новшества было обеспечить безопасность на соревнованиях. Документ требовалось оформить после покупки билета на сайте pass.sochi2014.com, либо в одином из пяти центров на территории России. Анкеты заявителей передавались на рассмотрение в Федеральную службу безопасности РФ. Срок рассмотрения заявки составлял 72 часа. В августе 2013 года президента АНО «Оргкомитет „Сочи-2014“» Дмитрия Чернышенко заявил, что его подчинённые успешно протестировали процедуру оформления на юношеском чемпионате мира по хоккею в апреле 2013 года в Сочи и на Кубке мира по биатлону.
На футбольных матчах Fan ID в дополнение к билету был введён в России в 2017 году на Кубке конфедерации 2017, который проходил в России с 17 июня по 2 июля 2017 года. В Москве его начали выдавать с 1 февраля 2017 года. Затем центры регистрации и выдачи Fan ID открыли в Казани, Сочи и Санкт-Петербурге. Оформить Fan ID требовалось как российским, так и иностранным болельщикам на сайте fan-id.ru. Оформление было возможно только после приобретения билета на игры турнира. Fan ID выдавали в виде пластиковых бейджей. Иностранцам Fan ID служили визой. Также документ предоставлял право бесплатного проезда в общественном транспорте и между городами. Однако после оформления Fan ID мог быть заблокирован без возможности это решение оспорить. Механизм блокировки не предусматривал обратной связи. Заявлялось, что решение о блокировке паспорта болельщика принимались исходя из информации о бэкграунде каждого конкретного человека. Но критерии, по которым оценивалась вероятная угроза присутствия человека на стадионе, не публиковались. После завершения футбольного турнира было заявлено, что Fan ID заказали почти 480 тыс. человек, из них 90 % составили граждане России.

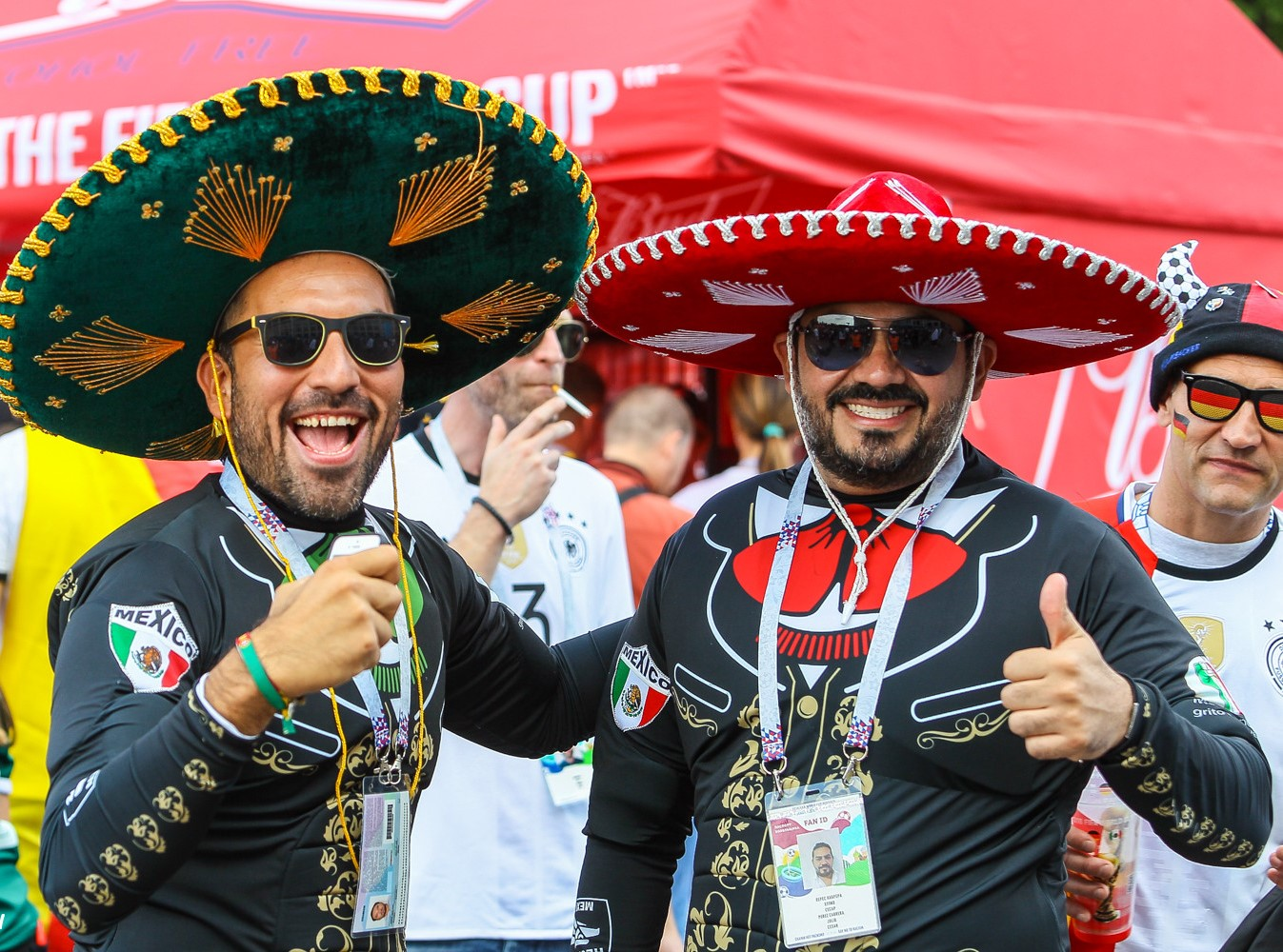
Болельщики с Fan ID в Москве на матче Германия — Мексика ЧМ-2018.

Вновь Fan ID решили применить на чемпионате мира по футболу 2018 года, проводившемся в России с 14 июня по 15 июля 2018 года. В октябре 2017 года Министерство связи и массовых коммуникаций РФ представило новый дизайн паспорта болельщика ЧМ-2018. В декабре 2017 года Почта России объявила, что начала доставку паспортов болельщиков. Доставка как по территории РФ, так и в другие страны была бесплатной. 18 июля 2018 года Минкомсвязь России подвела итоги проекта FAN ID для ЧМ-2018. Всего было заказано 1,83 млн паспортов болельщика. Из них 987 тысяч — граждане России, 68 тысяч — граждане Китая, 52 тысячи — граждане США, 44 тысячи — граждане Мексики, 37 тысяч — граждане Аргентины, 35 тысяч — граждане Бразилии, 31 тысяча — граждане Великобритании, 31 тысяча — граждане Колумбии, 30 тысяч — граждане Германии,
27 тысяч — граждане Перу. Минкомсвязь России подвела итоги проекта FAN ID для ЧМ-2018. 18.07.2018. По заявлению Ольги Голодец, паспорт болельщика получили 806 000 иностранных граждан. Президент Путин заявил о необходимости продлить для иностранцев срок действия безвизового въезда в Россию по паспорту болельщика Fan ID, и в конце июля Госдума приняла соответствующий закон.
Затем Fan ID был применён в 2020 году в ходе чемпионата Европы по футболу 2020 на матчах, проходивших в Санкт-Петербурге.

## Федеральный закон о Fan ID

### Разработка и принятие
Идея возникла после успешной пробы на Чемпионате мира по футболу 2018 года, где Fan ID служил визой и пропуском на стадионы — и президент РФ Владимир Путин прямо заявил, что можно этот опыт масштабировать. 18 июля 2018 года на совещании президента Путина с членами правительства РФ вице-премьер по вопросам культуры, спорта и туризма Ольга Голодец попросила дополнительного поручения, чтобы принцип Fan ID был распространён и на культурно-массовые мероприятия в России, такие как зимняя универсиада в Красноярске, Международный конкурс имени П. И. Чайковского.
В феврале 2019 года министерство спорта РФ разработало проект концепции применения Fan ID на матчах Российской премьер-лиги и Кубка России. В апреле 2019 года глава комитета по безопасности и работе с болельщиками РФС Владимир Маркин заявил о двояком отношении к введеню системы идентификации и доступа зрителей (паспорт болельщика, Fan ID).
В конце 2019 года в ходе обсуждения предложения ввести паспорт болельщика на матчах Российской премьер-лиги по образцу ЧМ-2018 глава оргкомитета ЧМ-2018 Алексей Сорокин и президент РФС Александр Дюков говорили, что Fan ID в РПЛ — это дорого, бессмысленно и неудобно.
В июне 2021 года правительство РФ одобрило законопроект, направленный на внедрение системы идентификации болельщиков и использование персонифицированной карты на посещение официальных спортивных соревнований. 17 июня 2021 года премьер-министр Михаил Мишустин распорядился внести проект федерального закона "О внесении изменений в Федеральный закон «О физической культуре и спорте в Российской Федерации» в Госдуму. Представителем правительства при рассмотрении законопроекта в Госдуме он назначил заместителя министра спорта РФ Ксению Машкову. Законопроект вводил понятие «персонифицированная карта на посещение спортивного соревнования».
16 ноября 2021 года депутаты Госдумы 8 созыва, избранные 19 сентября 2021 года, рассмотрели законопроект о введение паспорта болельщика и приняли в первом чтении. Как отмечал председатель комитета Госдумы по физической культуре и спорту Дмитрий Свищёв, замечания ведомств, федераций и лиг, касающиеся обеспечения финансирования системы паспортов, а также вопросов верификации для болельщиков, должны были быть доработаны ко второму чтению законопроекта. По его словам, Минцифры, Минспорт и спортивные лиги должны были внести свои поправки, вместе с тем должны быть учтены пожелания болельщиков и владельцев спортивных клубов.
28 ноября 2021 года после матча ЦСКА — «Зенит» на «ВЭБ Арене» задержали 408 человек из-за масштабного пиротехнического шоу, что в дальнейшем объяснялось неработающими камерами видеонаблюдения.
Вслед за этим закон был принят Госдумой в ускоренном порядке и без обсуждения с футбольными клубами. К марту 2023 года происшествие с отключёнными камерами расследовано не было.
16 декабря депутаты приняли правительственный законопроект во втором, основном, чтении. Была внесена поправка о том, что продажа билетов будет осуществляться только при наличии персонифицированной карты, а оформить паспорт болельщика можно будет через портал «Госуслуги». Третье чтение, по предложению представителя комитета по спорту Романа Терюшкова (ЕР), было назначено на 17 декабря. 17 декабря 2021 года Госдума приняла законопроект в третьем, окончательном, чтении. При этом определение перечня «официальных спортивных соревнований, при посещении которых идентификация и аутентификация зрителей, участников официального спортивного соревнования, иных лиц, задействованных в проведении таких соревнований, являются обязательными» было возложено на правительство России. 24 декабря законопроект был одобрен Советом Федерации. 30 декабря 2021 года он был подписан президентом Путиным. Закон вступал в силу с 1 июня 2022 года.

### Решения правительства
25 июня 2022 года правительство РФ приняло постановление № 1140 «О порядке применения персонифицированной карты для посещения спортивного соревнования, а также идентификации и аутентификации зрителей, участников официального спортивного соревнования, иных лиц, задействованных в проведении такого соревнования» и распоряжение № 1694-р с перечнем спортивных соревнований, на которых обязательна идентификация и аутентификация зрителей и участников. В перечень вошли матчи Российской премьер-лиги и финальный матч Кубка России по футболу. Однако оговаривалось, что с июля по декабрь 2022 года решение затронуло матчи сезона 2022/23 на всех стадионах, принимавших чемпионат мира по футболу 2018, кроме стадионов «Газпром Арена» в Санкт-Петербурге и «Открытие Банк Арена» в Москве. Таким образом паспорт болельщика — Fan ID — стал обязательным на стадионах в Екатеринбурге, Ростове-на-Дону, Нижнем Новгороде, Самаре и Сочи. С 1 декабря 2022 года решение распространилось и на остальные матчи из перечня, однако эти матчи были запланированы не ранее марта 2023 года.
В октябре 2022 года в комитете Госдумы по спорту собирались организовать круглый стол со всеми заинтересованными сторонами из-за проблем Fan ID, но в итоге Минспорта провёл встречу с депутатами и руководством РФС и РПЛ без клубов.
В марте 2023 года после зимнего перерыва возобновилась Российская премьер-лига сезона-2023/2024. К этому моменту требование по наличию Fan ID распространилось на все шестнадцати стадионов Премьер-лиги. 4 марта 2023 года состоялись первые матчи с применением Fan ID на стадионе «Газпром Арена» в Санкт-Петербурге и на стадионе «Открытие Банк Арена» в Москве.
11 июня 2023 года состоялся матч финала Кубка России по футболу 2022/2023 в «Лужниках». Согласно распоряжению премьер-министр Михаила Мишустина, для покупки билета на этот матч требовалось иметь Fan ID (персонифицированную карту).

## Реализация
Только из федерального бюджета официально выделили 773,6 миллиона рублей: на систему идентификации болельщика, модернизацию систем контроля доступа, информационную безопасность и аттестацию. Главным исполнителем контрактов для государственных стадионов («Фишт», «Екатеринбург Арена», «Ростов Арена», «Нижний Новгород», «Солидарность Самара Арена», «Газпром Арена», «Лужники») стал НТЦ «Атлас» из госкорпорации «Ростех», другие контракты на установку систем Fan ID получила казанская компания «Инфоматика» и ISD.
28 февраля 2023 года на брифинге Минцифры, Минспорта и РПЛ стала известна статистика оформления Fan ID: Нижегородская область — 75 тысяч, Краснодарский край — 63,5 тысяч, Ростовская область — 58 тысяч, Москва — 46 тысяч, Самарская область — 41 тысяча, Свердловская область — 37,5 тысяч, в Санкт-Петербурге — 29 тысяч, Чечня — 25,5 тысяч, Московская область — 21 тысяча, Воронежская область — 18 тысяч, Оренбургская — 5 тысяч

## Реакция футбольного мира
С декабря 2019 года фанаты в знак протеста начали уходить со стадионов на 30-й или 40-й минуте. При этом транслирующий игры РПЛ телеканал Матч ТВ не показывал опустевшие трибуны, а его комментаторы практически ничего об этом событии не говорили.
К февралю 2022 года фанатские движения 13 футбольных клубов заявили, что не будут ходить на стадионы, если в России введут «паспорта болельщиков» — Fan ID. Бойкот поддержали болельщики «Спартака», «Зенита», «Ростова», «Локомотива», ЦСКА, «Крыльев Советов», «Динамо», «Рубина», «Факела», «Ротора», а также фанаты из Уфы, Краснодара, Нижнего Новгорода и Орла. По мнению фанатов, цель «паспорта» — не безопасность на стадионах, а повсеместный контроль за жизнями людей.
К 6 февраля 2022 года фанатские группировки всех клубов РПЛ сезона 2021/22 (кроме ФК «Ахмат») объявили, что не будут посещать матчи до сворачивания закона о Fan ID. После вступления закона в силу фанаты объявили бойкот на посещение всех матчей на всех турнирах, а некоторые группировки — включая матчи на стадионах, на которых Fan ID для прохода на матч необязателен. Некоторые клубы выразили поддержку позиции активных болельщиков: так, ЦСКА и московское «Торпедо» решили ввести мораторий на продажу абонементов на сектора активных болельщиков, а «Локомотив» дополнительно накроет[когда?] часть Южной трибуны своего стадиона баннером с числом 12.

## Посещаемость
С введением Fan ID резко снизилась посещаемость футбольных матчей команд РПЛ. С целью скрыть падение посещаемости «Зенит» закрыл верхние трибуны и использовал искусственный свист и фанатские заряды. 12 марта 2023 года игру «Торпедо» и «Урала» на вмещающем 18 636 человек стадионе «Арена Химки» посетило 207 человек, хотя антирекордом РПЛ был матч сезона-2014/2015 между «Уфой» и «Мордовией» в Перми (200 зрителей).
Применялись разные способы по завлечению болельщиков оформить Fan ID и посетить стадионы:
- РФС — денежные сертификаты на путешествия, технику и покупки, а также квартиру в Подмосковье;
- РПЛ: доступ к системе скидок, привилегий и кэшбеку платёжной системы «Мир», 60-дневную подписку на «Яндекс Плюс» и право на участие в розыгрыше миллиона рублей (если посетите один матч с 5 марта по 10 апреля) и 15 миллионов рублей (нужно посетить три и более матчей до конца сезона).

Ряд футбольных клубов по собственной инициативе разработал аналоги:
- «Зенит» — бесплатными билетами среди бюджетников, за оформление Fan ID или по цене в 100 руб., бесплатными закусками и напитками, фирменными шарфами из лимитированной коллекции и участием в розыгрыше автомобиля Lada Granta, бесплатными автобусами на матч со «Спартаком». Для скрытия падения посещаемости на месте фанатского виража была размещена сцена. В ряде матчей посещаемость стадиона серьёзно расходилась с показателями РПЛ (27 534 против — 23 966 в матче с «Уралом», 20 638 человек против 15 965 на игре с «Химками»). На матч с «Уралом» в принудительном порядке были отправлены студенты консерватории, которым также пришлось исполнять гимн России на импровизированной сцене. В мае 2023 года политика «Зенита» по привлечению зрителей была поддержана главой РФС Александром Алаевым[16][54][55].
- «Спартак» — и сделать бесплатными для владельцев абонементов игры Кубка России.
- «Динамо» — в январе запустило бренд программы лояльности «Динамика»[16]: 40 тыс. оформивших Fan ID болельщиков получат два сертификата на 1923 рубля (1000 рублей на билеты, 923 — на атрибутику; 1923 — год основания клуба; суммарный фонд бонуса — почти 154 миллиона рублей), за покупку детского билета можно получить детский шарф и 100 % кэшбек стоимости билета на покупку мерча.
- «Оренбург» — продажа билетов на футбольный матч за 10 рублей.
- «Сочи» — среди оформивших Fan ID разыгрывали экскурсию по клубной базе, а ещё давали 25-процентную скидку на билет.
- «Химки» — разыграли календари для 20 болельщиков и ещё три приза (возможность нанести символический удар в центральном круге, вывести игрока на поле и 2 билета в VIP-ложу)[16].
- «Урал» — с помощью губернатора Свердловской области сделал выездные сессии МФЦ, чтобы оформлять Fan ID прямо на заводах и в городах, где нет центров МФЦ, которым разрешено делать верификацию.

По собственной инициативе транслирующий игры РПЛ телеканал Матч ТВ снял рекламный ролик с призывом оформить Fan ID.

## Критика
Отдельные эксперты[какие?] отмечают, что закон будет бороться с неугодными властям фанатами клубов. Считается, что МВД и ФСБ сможет вносить любого болельщика в стоп-лист без объяснения причины.
Процедуру оформления Fan ID также раскритиковали, в частности, из-за постоянных отказов в оформлении без объяснения недочётов, сложностей для получения паспорта болельщика для детей и иностранцев. Обязанность игроков и сотрудников клубов оформлять Fan ID в общем порядке для допуска на стадион привела к казусным ситуациям: например, с проблемами в оформлении пропуска столкнулись некоторые сотрудники клубов РПЛ, бывшие футболисты, а также дочери главного тренера сборной России Валерия Карпина (проблемы возникли из-за того, что они родились в Испании, а не в России). На матч «Урал» — «Динамо», проходивший 18 марта 2023 года, не впустили на стадион семью с тремя детьми, так как у семимесячного ребёнка не было Fan ID.
Футбольный комментатор Геннадий Орлов в июле 2022 года высказал мнение, что закон был продавлен силовыми структурами, стремящимися снять с себя ответственность за возможные беспорядки и столкновения болельщиков. Главный тренер футбольного клуба «Урал» Виктор Гончаренко в марте 2023 года призвал принять меры, чтобы упростить проход людей на стадионы. Выступавший в сезоне 2022/23 в РПЛ за «Химки» и московское «Торпедо» Илья Кухарчук предположил, что Fan ID нужен «наверное, для тотального контроля».
Депутат Госдумы России Виталий Милонов в марте 2023 года направил обращение Председателю Правительства России Михаилу Мишустину с просьбой «рассмотреть возможность отмены действия системы Fan ID как минимум до устранения острых противоречий и пробелов». Бывший директор ФСБ России Сергей Степашин в марте 2023 года заявил, что не понимает смысла Fan ID. Зампредседателя Совета безопасности Дмитрий Медведев в марте 2023 года заявил, что работа системы Fan ID вызывает «много нареканий и вопросов».

## Поддержка Fan ID
Член комитета Госдумы по спорту Роман Терюшков в марте 2023 года заявил, что система идентификации зрителей «внедрена и работает без каких-либо нареканий», оформление занимает «считанные минуты» и никак не ограничивает право посещений спортивных мероприятий.
Помощник президента России Игорь Левитин в марте 2023 года заявил, что система работает и вопрос об отмене Fan ID не рассматривает.
Министерство внутренних дел Российской Федерации в конце апреля 2023 поддержало возврат продажи пива на стадионы при условии сохранения работы системы Fan ID.

## Аналоги в других странах
- В 2009 году в Италии была введена tessera del tifosoit (с итал. — «карта болельщика»), по сути представлявшая собой кредитную банковскую карточку. Действие tessera del tifoso распространялось на Серию A, Серию B и Серию C. После произошедшего падения посещаемости требования были смягчены и с 2017 года карточка нужна только на «особо опасные» матчи, вроде дерби и принципиальных противостояний, также она необходима только для покупки билета на выездной сектор, а купить билет на домашнюю трибуну соперника можно без tessera del tifoso[76].
- В Турции с апреля 2014 года действует Passoligtr, основанная на кредитной карте Aktif Banktr. Введение Passolig привело к снижению посещаемости, но несмотря на протесты фанатов, а также действия поддерживавшей фанатов организации Tara-Def, подававшей в суд на Aktif Bank, правительство отстояло Passolig. Покупка билета на футбол в Турции происходит через карту Passolig[76].

В начале 2010-х годов в России стали звучать намерения продавать билеты по паспортам (удостоверениям личности), объяснялось это практикой в ведущих европейских чемпионатах (Англии, Германии, Италии), а также в выездных матчах под эгидой УЕФА. Махачкалинский «Анжи» стал продавать билеты по паспортам на матчи Лиги Европы. Позднее на матчах российской премьер-лиги была введена система контроля и управления доступом.